# Bělolist žlutavý
Bělolist žlutavý (Filago lutescens) je jednoletá rostlina z čeledi hvězdnicovité.

## Výskyt
Nominátní poddruh bělolistu žlutavého se převážně vyskytuje v západní a střední Evropě. V Portugalsku a Makaronésii se vyskytuje poddruh Filago lutescens subsp. atlantica (Wagenitz). V minulosti byl v ČR druh vzácný a roztroušený v oblastech s teplým klimatem (termofytikum a teplejší mezofytikum). Avšak později začal tento druh výrazně ustupovat v důsledku intenzifikace zemědělství, a dnes je na většině území vzácný, vyskytuje se například na Písecku a Strakonicku.
Bělolistu žlutavému se dobře daří na písčitých půdách, na suchých skalnatých stráních, ve světlých borových lesích, na pastvinách a na úhorech. Vzácně se také vyskytuje na obnažených dnech rybníků. V teplejších oblastech se považuje za polní plevel.
Tento druh byl však objeven na několika nových lokalitách, což naznačuje možnost jeho obnovy a šíření.

## Popis

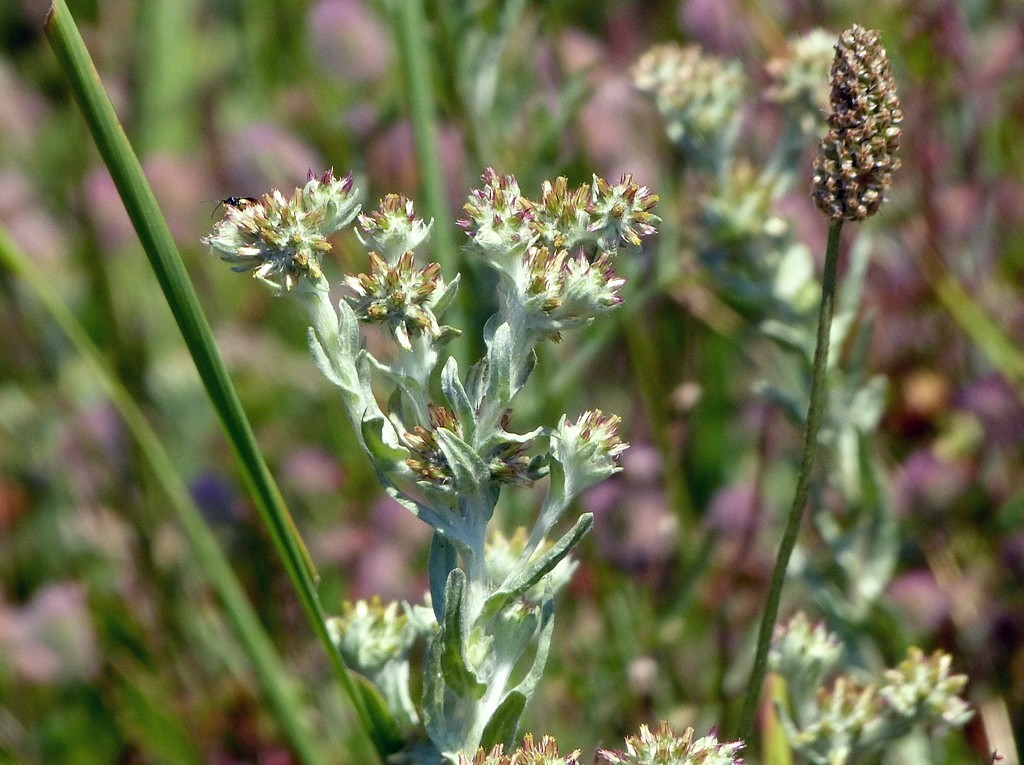
Květenství bělolistu žlutavého

Bělolist žlutavý je jednoletá bylina s přímou a chlupatou lodyhou vysokou 5 až 30 cm. Květenstvím jsou drobné 4–6 mm dlouhé úbory, zpravidla o 20 – 30 květech, nahloučené do kulovitých klubíček. Kvete od června do srpna, někdy až do září nebo listopadu. Plodem jsou 0,6 – 0,8 mm dlouhé nažky, s přibližně 3 mm dlouhým chmýrem. Listy jsou střídavé a přisedlé, žlutavě šedoplstnaté. Hlavní kořen má tenký.

## Ochrana
Bělolist žlutavý je v Červeném seznamu IUCN uveden jako silně ohrožený taxon. Zákonem je chráněn jako kriticky ohrožený. Na Slovensku je uveden jako nedostatečně dokumentovaný druh, je zde avšak také chráněn zákonem.